# (r)Evolution
(r)Evolution er debutalbummet fra den danske industrielle hiphopgruppe Intelligent Pushing der blev udgivet i 2009. 
Albummet udkom 10.10.2009 på det nystartede danske label EVERYDAY med dertilhørende release-party på Forbrændingen i Albertslund.
Det blev optaget i Koops Studio og mixet og masteret Jonas Lindblad i M-Studio.

## Spor
1. "03:56"
2. "(r)Evolution"
3. "I Push (Version)"
4. "Neverland"
5. "Smil (Du På Video)"
6. "Græd"
7. "Pedestal"
8. "Pæn og Perfekt"
9. "Crack og Cola"
10. "Jane Doe"
11. "uNormal"
12. "Tweak"
13. "Borderline"

### Fodnote
1. ↑  "EVERYDAYs officielle hjemmeside". Arkiveret fra originalen 17. juli 2013. Hentet 21. januar 2021.